# Latreillia pennifera
Latreillia pennifera is een krabbensoort uit de familie van de Latreilliidae. De wetenschappelijke naam van de soort is voor het eerst geldig gepubliceerd in 1900 door Alcock.